# 鳗鱼饭

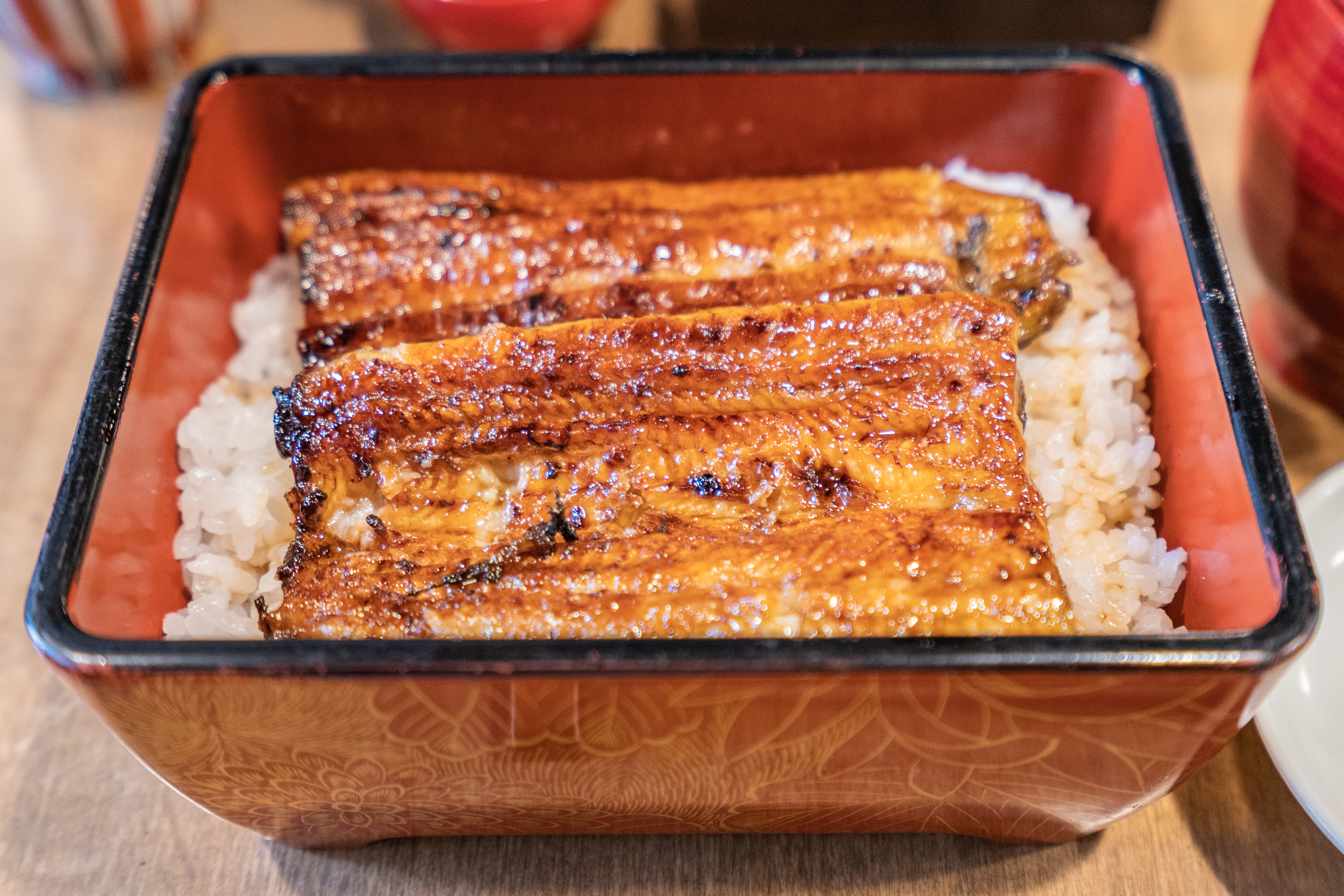
鰻魚盒飯（鰻重）

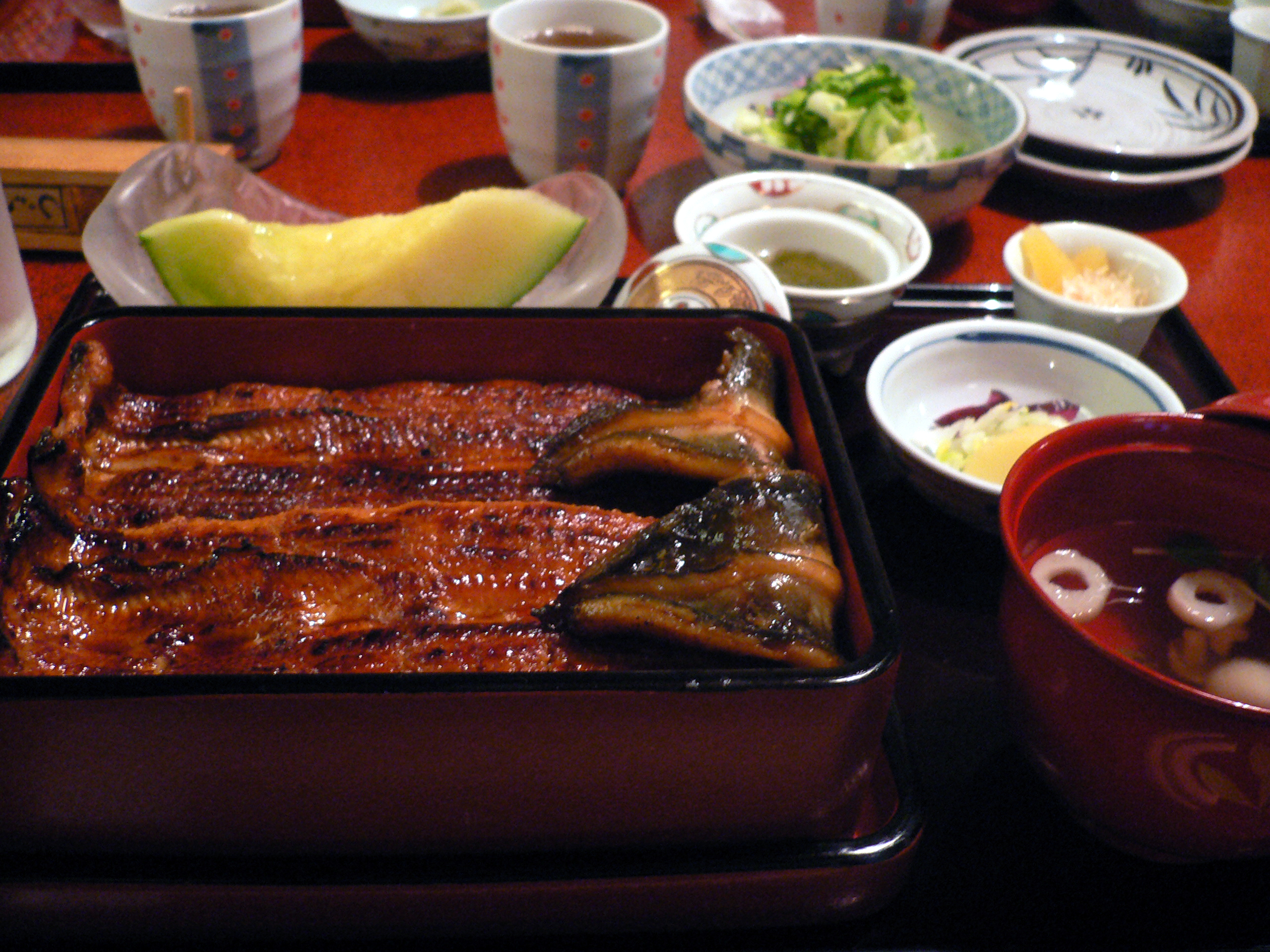
鰻魚盒飯（鰻重）定食套餐

鳗鱼饭，是一種日本丼物、典型的日本料理，主要是将蒲烧鳗鱼置于盛裝米饭的日本餐具內食用。這被認為是來自於江戶的鄉土料理，屬於日本料理的一種。在日本，可以分为鳗鱼盒饭（鰻重）与鳗鱼碗饭（鰻丼），区别仅为一种用木盒盛放而另一种用瓷碗。食用前可以撒上七味粉提香。
在日本，最出名的鰻魚飯專賣店是由有鰻魚之神美譽的金本兼次郎經營的野田岩 麻布飯倉本店。

## 作法
在日本料理界流傳一句俗諺：「串鰻三年、剖鰻五年、烤鰻一輩子」

### 宰殺
首先用錐子將鰻魚的頭部固定在砧板上，接下來關東與關西殺鰻魚的方式有所不同，關東地區是從鰻魚的背部切開鰻魚，據說是因為關東深受武士文化影響，忌諱切腹；而關西地區則是從腹部切開鰻魚，依序取出骨頭、內臟、切除鰭邊。關東地區的鰻魚是切成數塊進行燒烤，而關西地區則是整尾鰻魚切開直接燒烤。

### 燒烤
在關東地區，店家在第一次烤鰻魚後(不沾醬料)會將鰻魚拿去蒸煮，讓鰻魚的肉質更軟，去除多餘的脂肪、腥味，然後再次放到鐵架上燒烤並重複數次沾上店家特製使用多年，吸收鰻魚油脂精華的醬料(關東地區最簡單方式是醬油、味醂跟一點鰻魚骨汁，關西地區會再加上一些砂糖)，但在關西地區則是不經過蒸煮鰻魚的手續，直接沾醬燒烤，關西風味的烤鰻魚相較關東風味的烤鰻魚會更有咬勁(少了蒸煮的步驟)。燒烤鰻魚時建議適用備長炭，火力較一般黑炭充足，不易起煙，鰻魚油脂滴落到炭上也不容易起油煙，也不建議使用瓦斯，火力傳導較備長炭弱而且會讓鰻魚沾染瓦斯臭味。
較講究的鰻魚飯店家，會利用鰻魚骨來熬煮高湯，再加入鰻魚肝、鴨兒芹一起煮成鰻魚肝湯，搭配鰻魚飯食用。

### 醬汁做法
在家裡可以簡單製作烤鰻魚時沾的醬汁，將清酒、味醂、水先煮滾至酒精揮發，再加入醬油、鹽、糖調味，最後熄火將蜂蜜拌入（不建議在開火時加入蜂蜜，容易變苦跟黏鍋），然後放涼備用。如果有能力自己處理鰻魚，也可以使用鰻魚骨頭加水熬煮高湯，撈除雜質，會讓沾醬跟鰻魚味道更契合。
在日本比較知名的鰻魚飯店家因為長久使用烤鰻魚重複沾醬汁，使得鰻魚的油脂滲入醬汁使得烤出來的鰻魚味道更有深度。例如在日本有知名鰻魚飯店家「川千家」主打其鰻魚飯醬汁自創業以來已使用超過250年。